# Lidija Alexandrowna Durnowo
Lidija Alexandrowna Durnowo (russisch Лидия Александровна Дурново; * 1. Maijul. / 13. Mai 1885greg. in Smolensk; † 7. Januar 1963 in Jerewan) war eine russisch-sowjetische Kunstwissenschaftlerin.

## Leben
Lidija Durnowo besuchte das Gymnasium in Orjol mit Abschluss 1901 und dann eine private Zeichenschule in Smolensk. 1903 begann sie in St. Petersburg das Studium an der Zentral-Schule für Technisches Zeichnen des Barons Alexander von Stieglitz und gleichzeitig in den Höheren Kursen für Frauen (Bestuschewskije kursy). Während des Russisch-Japanischen Kriegs war sie Barmherzige Schwester an der Front. Es folgte die Kunsthochschule der Kaiserlichen Akademie der Künste. 1916 wurde sie Studentin am Russischen Institut für Kunstgeschichte (III) der Russischen Akademie der Wissenschaften (RAN), das nach der Oktoberrevolution das Staatliche Institut für Kunstgeschichte (GIII) wurde.
1918 wurde Durnowo Aspirantin im GIII. Ihr abschließendes Studium absolvierte sie im Institut für Archäologie (1920–1923). Sie benutzte bis 1952 das Pseudonym Durnowa, um ihre adlige Herkunft zu verschleiern. Im GIII gehörte sie zu den mehr als 20 planmäßigen und außerplanmäßigen Künstlern, die für die Restaurierungswerkstatt nach wissenschaftlichen Methoden Fresken in altrussischen Kirchen reproduzierten. Sie reproduzierte Fresken in Nowgorod, Kiew, Tschernihiw, Jaroslawl und Staraja Ladoga sowie im Kirillo-Beloserski-Kloster und im Kloster Ferapontow. Von vielen im Deutsch-Sowjetischen Krieg zerstörten Kulturdenkmälern sind die von Durnowo und ihren Schülern hergestellten Reproduktionen die einzigen Zeugnisse. Auch war sie Assistentin am Russischen Museum.
Im Oktober 1933 wurde Durnowo im Zusammenhang mit der Affäre der Russischen Nationalen Partei (gegen die Slawisten) verhaftet und zu drei Jahren Verbannung in der Oblast Omsk verurteilt. Nach dem Ende der Verbannung am 3. November 1936 ging sie nach Kaluga.
1937 ging Durnowo nach Jerewan und wurde Mitarbeiterin der Armenischen Nationalgalerie. Sie studierte die armenischen mittelalterlichen Fresken und die armenische Buchmalerei. Sie reproduzierte wieder alte Fresken und Miniaturen. Sie leitete 1954–1955 die Restaurierung der Fresken der Kathedrale von Etschmiadsin.
1956 wurde Durnowo rehabilitiert.

## Ehrungen
- Verdiente Künstlerin der Armenischen Sozialistischen Sowjetrepublik (1945)[2]